# سیجی ائوچی
سیجی ائوچی (انگلیسی: Seiji Aochi; ۲۱ ژوئن ۱۹۴۲ – ۱۴ اوت ۲۰۰۸) اسکی‌باز پرش اهل ژاپن بود.